# Larry Ugwu
Lawrence „Okey” Ugwu (ur. 26 stycznia 1958 w Enugu-Ezike, Nigeria) – nigeryjsko-polski poeta, pedagog, muzyk, aktor, prezenter telewizyjny, animator kultury.

## Życiorys
Przed przyjazdem do Polski pracował w Nigerii jako nauczyciel języka angielskiego. W 1975 zdał maturę w Nsukka High School w Nigerii. W 1978 uzyskał dyplom pedagoga w St.Cyprain's Teachers Training Collage w Nsukka. W 1982 przybył do Polski, a w 1988 ukończył studia na Wydziale Prawa i Administracji Uniwersytetu Gdańskiego. W 2011 uzyskał europejski dyplom Konsultanta Kultury.
Brał udział w wielu przedsięwzięciach kulturalnych. W 1983 współzakładał zespoły „International Roots Raegge Band” (wraz z Janem i Michałem Erszkowskim oraz Jackiem Staniszewskim). W 1984 założył razem z Cezarym Hesse i Mieczysławem Bednarkiem kultowy rockowy zespół „Polish Ham”, w których był wokalistą. W 1985 wraz z Tomaszem Szczecińskim założył zespół „Collective Intercontinental”. W 1993 brał udział w zakładaniu zespołu „Sun's Vibration”, zaś w 1996 zakładał zespół „Biafro”, wykonujący muzykę eksperymentalną będącą połączeniem muzyki afrykańskiej z europejską: afrojazz, afroreggae, jazz, styl balladowy. Od 1998 jest liderem zespołu etnicznego „Ikenga Drummers”. Ideą zespołu jest integracja kultur (muzyka etniczna, polska melodia folkowa na podkładzie twórczości ludu Ibo). W latach 1998–2007 współpracował z wieloma polskimi artystami m.in. z Tymonem Tymańskim, Andrzejem Smolikiem, Zbigniewem Namysłowskim, Leszkiem Możdżerem, Przemysławem Dyakowskim, Tomaszem Łosowskim, Ireneuszem Wojtczakiem, Wojciechem Staroniewiczem, Cezarym Paciorkiem, Piotrem Maniem oraz zespołem „Leszcze”, „Izrael”. Był również autorem tekstów dla wielu zespołów, które współtworzył.
Występował jako aktor w Teatrze Muzycznym w Gdyni: w 1999 zagrał główną rolę Huda w musicalu Hair, w 2001 zagrał jedną z głównych ról - Spodek - w światowej prapremierze transopery Sen nocy letniej w reżyserii Wojciecha Kościelniaka z muzyką Leszka Możdżera.
W 2005 w Teatrze Polskim we Wrocławiu zagrał rolę Ogrodnika w spektaklu muzycznym o życiu Elvisa Presleya: Gorączka dla Polskiej TV w reżyserii Wojciecha Kościelniaka. W 2006 w Teatrze Wybrzeże w Gdańsku zagrał rolę Majora w spektaklu Fanta$y w reżyserii Jana Klaty. Wystąpił gościnnie w kilku serialach i programach telewizyjnych (m.in. Złotopolscy, Lokatorzy, Ranczo, Odwróceni, Kamera Caffe, Święta Wojna).  Występował także w filmach: Segment 76, Trzeci, W stepie szerokim.
Brał udział i organizował szereg akcji charytatywnych. Jest pomysłodawcą i od 2000 organizatorem festiwalu „Muzyka przeciwko przemocy i nietolerancji”. W 2003 był głównym realizatorem ogólnopolskiego projektu edukacyjno-kulturalnego dla dzieci i młodzieży „Tęczowa akademia”. W 2002 założył Pomorskie Stowarzyszenie Integracji Kultur i Sztuki „Jeden Świat” w Sopocie.
W latach 2004–2024 był dyrektorem Nadbałtyckiego Centrum Kultury w Gdańsku. Od 2011 był członkiem Rady Fundacji Gdańskiej. Zasiadał w Zarządzie „Culture Action Europe” (Polityczna Platforma na Rzecz Kultury i Sztuki przy Unii Europejskiej w Brukseli).
W 2012 został członkiem Rady Intercultural Europe w Brukseli.
Przyczynił się do odbudowy i rewitalizacji gotyckiego kościoła św. Jana w Gdańsku, zniszczonego w 1945 roku.
Mąż Barbary Polkowskiej-Ugwu, ojciec Toni (ur. 1990), fotomodelki.

## Dyskografia
- „Lustereczko” - zespół Ikenga Drummers
- „No more ” - zespół Biafro

### Współudział
- Nie mam jaj - Polovirus Tymon Tymański „Rewizor” - Leszek Możdżer
- Irena moja miłość - Leszcze
- Larry the rebel of love - Przemysław Dyakowski, płyta „Melisa”
- Alili - Andrzej Smolik, płyta „Smolik”
- Wszystkie strony świata - Izrael, płyta „Dża ludzie”
- Moja Afryka - Tomasz Łosowski, płyta „Moja Afryka”
- Region Łódź - Ireneusz Wojtczak, płyta „Region Łódź”
- A'freak-an Project - Wojciech Staroniewicz

## Wyróżnienia i nagrody
- „Radiowa Osobowość Roku” Radia Gdańsk (2004)
- „Gryf Pomorski” - nagroda Wojewody Pomorskiego (2007)
- „Herb Gdańska” - nagroda Prezydenta Miasta Gdańska (2007)
- Srebrny Medal „Zasłużony Kulturze Gloria Artis” (2007)[4]
- „Złota Żyrafa” - nagroda czasopisma „Twój Styl” za styl wspierania nauki (2008)

- Nagroda Miasta Gdańska w Dziedzinie Kultury „Splendor Gedanensis” za budowanie mostów i otwieranie nowych perspektyw (festiwale  „Okno na świat", „Metropolia jest Okey”) (za 2009)[5]
- Nagroda Prezydenta Miasta Gdańska w Dziedzinie Kultury z okazji jubileuszu 25-lecia pracy artystycznej (2010)[6]
- Nagroda Prezydenta Miasta Gdańska w Dziedzinie Kultury z okazji jubileuszu 20-lecia Nadbałtyckiego Centrum Kultury (2012)[6]
- Stypendium Kulturalne Miasta Gdańska (2016)
- Nagroda Gdańskiego Towarzystwa Przyjaciół Sztuki w dziedzinie kultury (2017)
- Nagroda Prezydenta Miasta Gdańska w Dziedzinie Kultury z okazji jubileuszu 25-lecia Nadbałtyckiego Centrum Kultury (2017)[6]
- Medal Stulecia Niepodległości dla biznesmenów, urzędników oraz ludzi nauki i kultury (2018)
- Medal 100-lecia Towarzystwa Przyjaciół Nauki i Sztuki w Gdańsku, Gdańskiego Towarzystwa Naukowego, Gdańskiego Towarzystwa Przyjaciół Sztuki (2022)
- Nagroda Prezydenta Miasta Gdańska w Dziedzinie Kultury z okazji jubileuszu 30-lecia Nadbałtyckiego Centrum Kultury (2022)[6]

Źródło:.